# Geoffrey Hinton

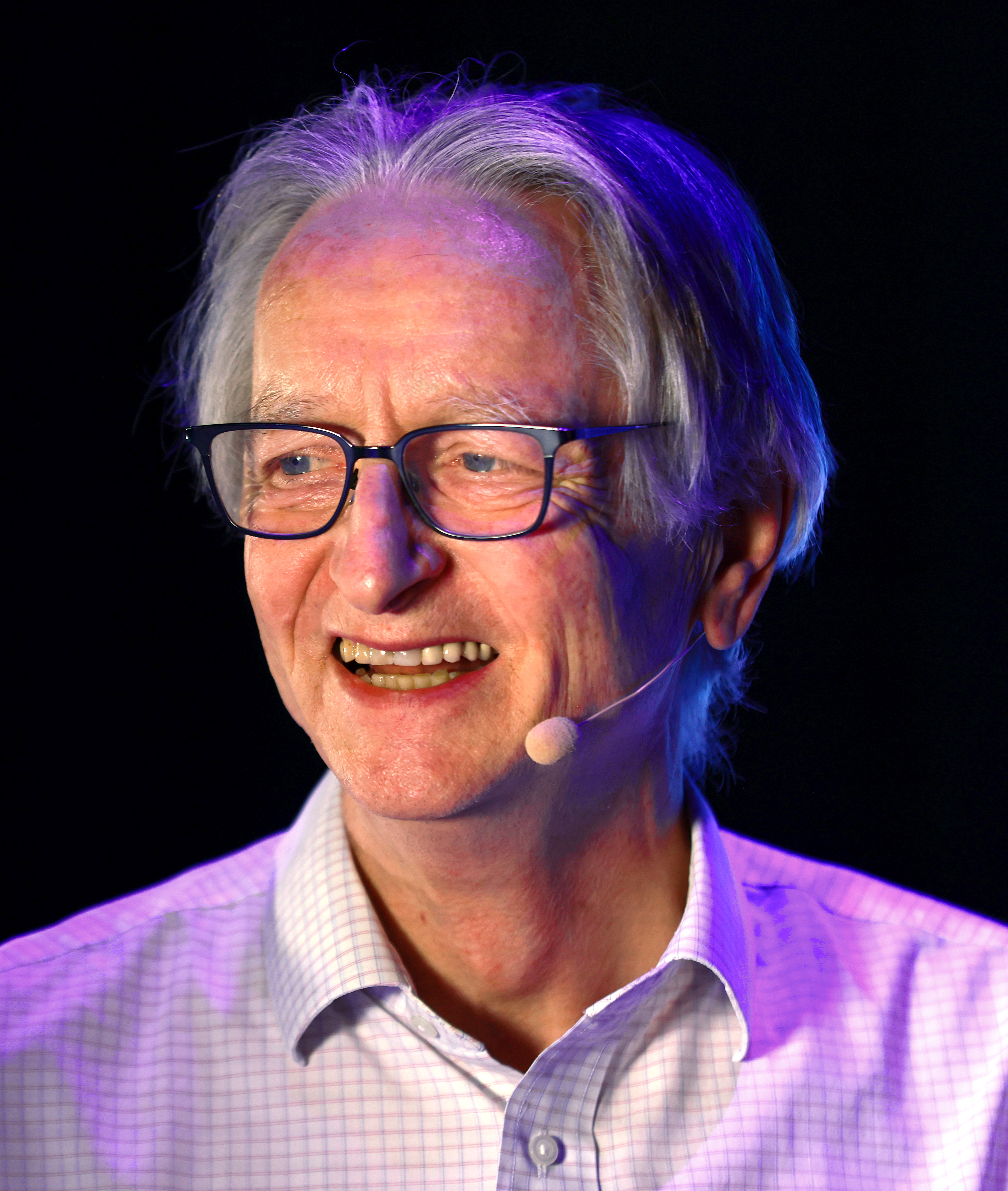
Geoffrey Hinton spricht 2024 in Toronto

Geoffrey Everest Hinton, CC FRS FRSC (* 6. Dezember 1947 in Wimbledon, Vereinigtes Königreich) ist ein britisch-kanadischer Informatiker und Kognitionspsychologe, der vor allem für seine Beiträge zur Theorie künstlicher neuronaler Netze bekannt ist. Im Jahr 2024 wurde ihm der Nobelpreis für Physik zugesprochen.

## Leben
Geoffrey Hinton wurde als Sohn des Insektenkundlers Howard Hinton (1912–1977) und als Ururenkel des Logikers George Boole und der Mathematikerin Mary Everest Boole geboren. Sein Urururgroßonkel war der Landvermesser George Everest, nach dem der höchste Berg der Welt den Namen Everest trägt.
Er besuchte als Atheist eine christliche Schule. Angetrieben durch sein Vorhaben, den menschlichen Verstand zu begreifen, studierte er von 1967 bis 1970 Experimentalpsychologie an der Universität Cambridge (England), wechselte jedoch aus Unzufriedenheit mit den Lehrinhalten zwischenzeitlich zur Physiologie und Philosophie. Auch von diesen Disziplinen enttäuscht, beendete er schließlich doch sein Studium mit einem Abschluss in Psychologie. Erst als Doktorand wurden seine Studien der damals unpopulären neuronalen Netze von seinen Betreuern toleriert. Hinton war fest davon überzeugt, dass neuronale Systeme für die Erklärung und Nachbildung von Intelligenz hinreichend und notwendig seien. Im Jahre 1978 erhielt er seinen PhD in Künstlicher Intelligenz von der Universität Edinburgh (Schottland).
Nach Aufenthalten an der Universität Sussex (England), der University of California, San Diego (USA) und der Carnegie-Mellon Universität (Pittsburgh, USA) wurde er 1987 Professor am Computer Science Department der Universität Toronto (Kanada). Von 1998 bis 2001 entstand unter seiner Leitung die Gatsby Computational Neuroscience Unit am University College London, seitdem arbeitet er weiter als Professor an der Universität Toronto, seit 2014 als University Professor Emeritus.
Im Jahr 2012 verkaufte Hinton sein damaliges Start-up und seine eigene Arbeitskraft für 44 Millionen US-Dollar an Google, wo er neben seiner Arbeit an der Universität Toronto bis April 2023 als Vizepräsident und Engineering Fellow blieb. Seine Kündigung bei Google im Jahr 2023 begründete er mit dem Anliegen, offen über das existenzielle Risiko durch künstliche Intelligenz und weitere Risiken der Künstlichen Intelligenz sprechen zu können.

## Werk
Geoffrey Hinton untersucht die Anwendung von künstlichen neuronalen Netzen in den Bereichen Lernen, Gedächtnis, Wahrnehmung und Symbolverarbeitung. Er gehörte zu den Wissenschaftlern, die den Backpropagation-Algorithmus einführten (in einem Nature-Aufsatz von 1986 mit David Rumelhart und Ronald J. Williams) und entwickelte unter anderem die Konzepte der Boltzmann-Maschine und der Helmholtz-Maschine. Auf Initiative von Geoffrey Hinton wurde im Jahr 2012 AlexNet entwickelt, ein convolutional neural Network, das im Bereich Bilderkennung herausragende Leistungen erzielte und in der Folge den Bereich Computer Vision nachhaltig beeinflusste.
Leicht verständliche Einführungen in seine wissenschaftliche Arbeit finden sich in seinen Artikeln im Scientific American von 1992 und 1993.

## Ansichten zu Risiken der künstlichen Intelligenz
Im Jahr 2023 äußerte sich Hinton besorgt über den raschen Fortschritt der KI. Zuvor war Hinton der Meinung, dass die künstliche allgemeine Intelligenz (AGI) noch „30 bis 50 Jahre oder sogar noch länger entfernt“ sei. In einem Interview mit CBS im März 2023 erklärte er jedoch, dass die AGI weniger als 20 Jahre entfernt sein könnte und Veränderungen bewirken könnte, „die in ihrem Ausmaß mit der industriellen Revolution oder der Elektrizität vergleichbar sind“.
In einem Interview mit der New York Times, das am 1. Mai 2023 veröffentlicht wurde, kündigte Hinton seinen Rücktritt von Google an, „damit er über die Gefahren der KI sprechen kann, ohne zu bedenken, wie sich dies auf Google auswirkt.“ Er merkte an, dass „ein Teil von ihm jetzt sein Lebenswerk bereut“ aufgrund seiner Bedenken und er äußerte Befürchtungen über einen Wettlauf zwischen Google und Microsoft. Anfang Mai 2023 erklärte Hinton in einem Interview mit der BBC, dass die KI bald die Informationskapazität des menschlichen Gehirns übertreffen könnte. Einige der von diesen Chatbots ausgehenden Risiken bezeichnete er als „ziemlich beängstigend“. Hinton erklärte, dass Chatbots die Fähigkeit hätten, selbstständig zu lernen und Wissen zu teilen. Das bedeute, dass jedes Mal, wenn ein Exemplar neue Informationen erhält, diese automatisch an die gesamte Gruppe weitergegeben würden. Dadurch seien KI-Chatbots in der Lage, Wissen anzuhäufen, das weit über die Fähigkeiten eines Einzelnen hinausgehe.
Hintons Sorge gilt vor allem einer KI, die mit der Möglichkeit ausgestattet ist, eigene Teilziele zu definieren, da bestimmte Teilziele – zum Beispiel mehr Energie, eine höhere Replikation oder mehr Kontrolle – zu größerem Erfolg führen würden und somit bevorzugt würden. Eine solche KI könnte leicht außer Kontrolle geraten. Solche KI-Systeme könnten Menschen überlisten oder auch strategische Entscheidungen treffen, um zum Beispiel durch Manipulationen in hochsensiblen Bereichen wie dem Börsenhandel mehr Kontrolle zu erlangen.

## Ehrungen
- 2001 Rumelhart-Preis für „theoretische Beiträge in den Grundlagen menschlicher Erkenntnis“
- 2005 IJCAI Award for Research Excellence
- 2010 Gerhard Herzberg Canada Gold Medal for Science and Engineering
- 2016 BBVA Foundation Frontiers of Knowledge Award
- 2018 Turing Award[15][16]
- 2021 Dickson Prize in Science
- 2022 Prinzessin-von-Asturien-Preis in der Kategorie „Wissenschaft“[17]
- 2022 Royal Medal
- 2024 Nobelpreis für Physik (mit John Hopfield)[18]
- 2025 Queen Elizabeth Prize for Engineering.[19]

## Mitgliedschaften
- 1996 Royal Society of Canada
- 1998 Royal Society
- 2003 American Academy of Arts and Sciences
- 2016 National Academy of Engineering
- 2023 National Academy of Sciences

## Publikationen
- Dana H. Ballard, Geoffrey E. Hinton, Terrence J. Sejnowski: Parallel visual computation. In: Nature. Band 306, Nr. 5938, November 1983, ISSN 0028-0836, S. 21–26, doi:10.1038/306021a0.
- G. E. Hinton, T. J. Sejnowski, D. H. Ackley: Boltzmann machines: Constraint satisfaction networks that learn. Carnegie-Mellon University, Department of Computer Science, Pittsburgh, PA 1984.
- David E. Rumelhart, Geoffrey E. Hinton, Ronald J. Williams: Learning representations by back-propagating errors. In: Nature. Band 323, Nr. 6088, Oktober 1986, ISSN 0028-0836, S. 533–536, doi:10.1038/323533a0.
- Geoffrey E. Hinton: How Neural Networks Learn from Experience. In: Scientific American Special Issue: Mind And Brain. Band 267, Nr. 3, September 1992, S. 144–151, JSTOR:24939221.
- Geoffrey E. Hinton, David C. Plaut, Tim Shallice: Simulating Brain Damage. In: Scientific American. Band 269, Nr. 4, Oktober 1993, S. 76–82, JSTOR:24941651.
- G. E. Hinton, R. R. Salakhutdinov: Reducing the Dimensionality of Data with Neural Networks. In: Science. Band 313, Nr. 5786, 28. Juli 2006, ISSN 0036-8075, S. 504–507, doi:10.1126/science.1127647.
- G. Hinton: Learning multiple layers of representation. In: Trends in Cognitive Science. Band 11, Nr. 10, 2007, S. 428–434.
- Alex Krizhevsky, Ilya Sutskever, Geoffrey E. Hinton: ImageNet classification with deep convolutional neural networks. In: Proceedings of the 25th International Conference on Neural Information Processing Systems - Volume 1 (= NIPS'12). Curran Associates Inc., Red Hook, NY, USA 3. Dezember 2012, S. 1097–1105, doi:10.5555/2999134.2999257.
- Yann LeCun, Yoshua Bengio, Geoffrey Hinton: Deep learning. In: Nature. Band 521, Nr. 7553, 28. Mai 2015, ISSN 0028-0836, S. 436–444, doi:10.1038/nature14539.